# NGC 4977
NGC 4977 is een spiraalvormig sterrenstelsel in het sterrenbeeld Grote Beer. Het hemelobject werd op 14 april 1789 ontdekt door de Duits-Britse astronoom William Herschel.

## Synoniemen
- UGC 8196
- MCG 9-22-10
- ZWG 271.9
- ZWG 270.53
- NPM1G +55.0169
- PGC 45339